# Fazilka
Fāzilka (engelska: Fazilka) är en distriktshuvudort i Indien.   Den ligger i distriktet Fazilka och delstaten Punjab, i den nordvästra delen av landet, 400 km nordväst om huvudstaden New Delhi. Fāzilka ligger 181 meter över havet och antalet invånare är 70 887.
Terrängen runt Fāzilka är mycket platt. Runt Fāzilka är det tätbefolkat, med 356 invånare per kvadratkilometer. Det finns inga andra samhällen i närheten. Trakten runt Fāzilka består till största delen av jordbruksmark.